# Abu Mansur al-Maturidi
Abū Manṣūr Muḥammad b. Muḥammad b. Maḥmūd Māturīdī (o Māturītī) Samarqandī Ḥanafī (in persiano أبو منصور محمد بن محمد بن محمود ماتریدی سمرقندی حنفی‎; Samarcanda, 853 – Samarcanda, 944) è stato un giurista e teologo persiano sunnita di Asia Centrale.
Fondatore di una delle principali scuole sunnite di kalām, il Maturidismo, che divenne la scuola teologica dominante nell'Asia centrale islamica, e nei domini dell'Impero ottomano e dell'Impero moghul
al-Māturīdī fu un apprezzato faqih e mufassir. 
In contrasto con al-Ashʿarī (m. 936), al-Māturīdī aderi alla dottrina propugnata da Abū Ḥanīfa (m. 772), così come trasmessa ed elaborata dai teologi hanafiti di Balkh e Transoxania. Fu questa teologia che al-Māturīdī sistematizzò e usò per refutare non solo le opinioni dei mutaziliti, dei Karrāmiti e di altri gruppi eterodossi tra i sunniti, ma anche dei teologi non-musulmani come quelli del Cristianesimo calcedoniano, del Miafisismo, del Manicheismo, dei seguaci di Marcione e di Bardesane.

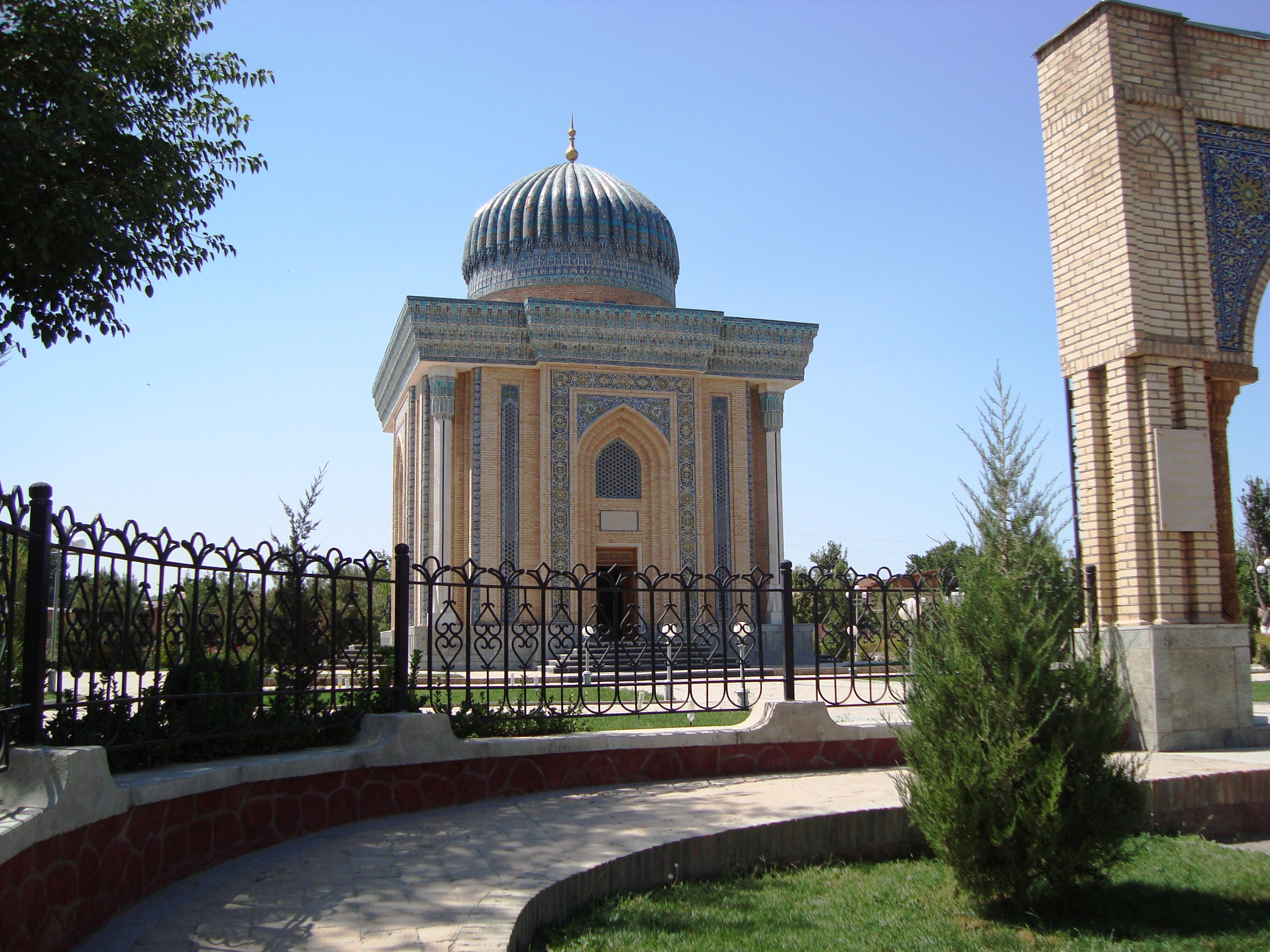
Mausoleo di Abū Manṣūr al-Māturīdī a Māturīd (vicinanze di Samarcanda, Uzbekistan).

## Nome
La nisba di al-Māturīdī si richiama alla località di Māturīd o Māturīt, tuttora esistente, nei pressi di Samarcanda.

## Biografia
Si sa relativamente poco della vita di al-Māturīdī, dal momento che le fonti disponibili si limitano tendenzialmente a elencare le sue opere. Sappiamo però che il suo principale Maestro, Abū Naṣr Aḥmad b. al-ʿAbbās al-ʿIyāḍī, fu assassinato tra l'874 e l'892. La scarsità di notizie biografiche dipende forse dal fatto che egli può essere qualificato come uno studioso, restio ad assumere un qualche pubblico ufficio nella corte samanide di Bukhārā. Studiò con Abū Bakr al-Jūzjānī e il già menzionato Abū Naṣr Aḥmad b. al-ʿAbbās al-ʿIyāḍī, che ne influenzarono notevolmente il pensiero teologico.
Si dice anche che al-Māturīdī abbia improntato la sua vita al più schietto ascetismo e che fosse quindi uno (zāhid), in grado di compiere per volere divino numerosi miracoli (karāmāt). Malgrado non sia considerato un sufi vero e proprio, è nondimeno assai probabile che al-Māturīdī sia stato in rapporti con gli ambienti sufi della sua regione, come vari altri esponenti sunniti hanafiti.

## Teologia
Al-Māturīdī definiva la fede (īmān) taṣdīq bi l-qalb (attestazione di verità col cuore) o "attestazione espressa verbalmente (iqrār bi l-lisān). Per al-Māturīdī tuttavia le opere (aʿmāl) non fanno parte della fede. Inoltre sosteneva che "la fede non può decrescere e aumentare, sebbene si possa dire che essa aumenta attraverso la sua rinnovazione e la sua reiterazione".
Al-Māturīdī sostenne l'impiego dell'interpretazione allegorica nel lavoro di esegesi coranica, relativamente alle definizioni antropomorfiche contenute nel testo sacro islamico, malgrado rifiutasse molte interpretazioni dei mutaziliti. In altre occasioni egli approvò il metodo tradizionale sunnita del bilā kayf ("senza [chiedersi] il come") Al-Māturīdī inoltre rifiutò le idee mutazilite relative agli attributi (sifat) divini definendoli "reali ed eternamente sussistenti" con l'essenza di Allah (qāʾima bi l-dhāt). La sua principale divergenza rispetto ad al-Ashʿarī consisteva nel fatto di sostenere gli attributi dell'essenza e dell'azione divina come "egualmente eterni e sussistenti nell'Essenza divina." 
. . .

## Opere
- Kitāb al-tawḥīd ('Libro sul tawḥīd')
- Kitāb radd awāʾil al-adilla, refutazione di un'opera mutazilita
- Radd al-tahdhīb fī al-jadal, altra refutazione di un libro mutazilita
- Kitāb Bayān Awhām al-Muʿtazila ('Libro dell'esposizione degli errori della Muʿtazila')
- Kitāb taʾwīlāt al-Qurʾān (Libro sulle interpretazioni del Corano')
- Kitāb al-maqālāt
- Ma'akhidh al-sharāʿiʾ sugli Uṣūl al-fiqh
- al-Jadal fī Uṣūl al-Fiqh
- Radd al-uṣūl al-khamsa, una refutazione dell'esposizione di Abu Muhammad al-Bahili sui 5 principi della Muʿtazila
- Radd al-Imāma, una refutazione della concezione della Shi'a sui compiti dell'Imam;
- Al-Radd ʿalā uṣūl al-Qarāmita, contro la dottrina dei Carmati
- Radd waʿīd al-fussāq, una refutazione della dottrina mutazilita, i cui peccati saranno scontati eternamente nell'inferno.

### Fonti primarie
- Bazdawī, Uṣūl al-dīn, ed. H. P. Linss, Cairo, 1383/1963, index s.v.
- Abū l-Muʿīn al-Nasafī, Tabṣīrat al-adilla, citata in Muḥammad b. Tāwīt al-Ṭānjī, "Abū Manṣūr al-Māturīdī", in Ilahiyat Fakültesi Dergisi, IV/1-2 (1955), pp. 1–12
- Ibn Abī l-Wafāʾ, al-Jawāhir al-muḍīʾa, Ḥaydarābād 1332/1914, II, pp. 130–131
- Bayāḍī, Is̲h̲ārāt al-marām, ed. Yūsuf ʿAbd al-Razzāq, Cairo, 1368/1949, p. 23
- Zabīdī, Itḥāf al-sāda, Cairo n.d., II, p. 5
- Lakhnawī, al-Fawāʾid al-bahiyya, Cairo, 1924, p. 195

### Fonti secondarie
- (FR)  M. Allard, Le problème des attributs divins dans la doctrine d’al-Ašʿarī, Beirut, 1965, pp. 419–427
- (DE)  M. Götz, "Māturīdī und sein Kitāb Taʾwīlāt al-Qurʾān" in Der Islam XLI (1965), pp. 27–70
- (DE)  H. Daiber, "Zur Erstausgabe von al-Māturīdī, Kitāb al-Tauḥīd" in Der Islam, LII (1975), pp. 299–313
- (EN)  Wilferd Madelung, lemma «al-Māturīdī», in: The Encyclopaedia of Islam, Second Edition, Edited by: P. Bearman, Th. Bianquis, C.E. Bosworth, E. van Donzel, W.P. Heinrichs.
- (EN)  Ulrich Rudolph, Al-Māturīdī and the Development of Sunnī Theology in Samarqand, trad. Rodrigo Adem, Leiden, Boston, Brill, 2015.